# 诸永泰
诸永泰（1937年—），男，江苏无锡人，中国核物理及核技术专家，曾任中国科学院近代物理研究所研究员、博士生导师。